# Staryi Sambir (huyện)
Huyện Staryi Sambir (tiếng Ukraina: Старосамбірський район, chuyển tự: Staryi Sambirs’kyi raion) là một huyện của tỉnh Lviv thuộc Ukraina. Huyện Staryi Sambir có diện tích 1245 km², dân số theo điều tra dân số ngày 5 tháng 12 năm 2001 là 82191 người với mật độ 66 người/km2. Trung tâm huyện nằm ở Staryi Sambir.